# RSO 레코드
RSO 레코드(RSO Records)는 미국의 음반사이다. 1973년 로버트 스틱우드가 설립하였다. RSO는 Robert Stigwood Organisation의 준말이다.
RSO는 비지스, 이본 엘리먼, 크림, 에릭 클랩튼, 앤디 깁 등의 경력을 관리하였다.

## 레이블
- 애틀랜틱 레코드
- 폴리그램